# Anuradhapura (Distrikt)
Koordinaten: 8° 19′ N, 80° 25′ O
Der Distrikt Anuradhapura (singhalesisch අනුරාධපුර දිස්ත්‍රික්කය anūrādhapūra distrikkaya; Tamil அனுராதபுரம் மாவட்டம் Aṉurātapuram māvaṭṭam) ist ein Distrikt in der Nord-Zentralprovinz Sri Lankas. Der Hauptort ist Anuradhapura.

## Geografie
Der Distrikt Anuradhapura liegt im nördlichen Binnenland Sri Lankas und gehört zur Nord-Zentralprovinz. Nachbardistrikte sind Polonnaruwa im Südosten, Matale im Süden, Kurunegala im Südwesten, Puttalam im Westen, Mannar im Nordwesten, Vavuniya im Norden und Trincomalee im Osten.
Der Distrikt Anuradhapura hat eine Fläche von 7179 Quadratkilometern (davon 6664 Quadratkilometer Land und 515 Quadratkilometer Binnengewässer). Damit ist er der flächengrößte Distrikt Sri Lankas.

## Bevölkerung
Nach der Volkszählung 2012 hat der Distrikt Anuradhapura 860.575 Einwohner. Mit 129 Einwohnern pro Quadratkilometer liegt die Bevölkerungsdichte deutlich unter dem Durchschnitt Sri Lankas (325 Einwohner pro Quadratkilometer). Von den Bewohnern waren 420.100 (48,82 %) männlichen und 440.475 (51,18 %) weiblichen Geschlechts. Die Bevölkerung ist ausgesprochen jung. Dies verdeutlicht ein Blick auf die Altersverteilung.
| Alter  | 0–9 Jahre | 10–19 Jahre | 20–29 Jahre | 30–39 Jahre | 40–49 Jahre | 50–59 Jahre | 60–79 Jahre | 80 Jahre und mehr |
| Anzahl | 162.294   | 137.334     | 133.902     | 142.144     | 113.053     | 93.028      | 71.466      | 7.354             |
| Anteil | 18,86 %   | 15,96 %     | 15,56 %     | 16,52 %     | 13,14 %     | 10,81 %     | 8,30 %      | 0,85 %            |

### Bevölkerung des Distrikts nach Volksgruppen
Singhalesen
Die große Mehrheit der Einwohner des Distrikts Anuradhapura sind Singhalesen. Sie stellen in allen DS Divisions die Bevölkerungsmehrheit. Ihr Anteil bewegt sich zwischen 78,70 % in Kekirawa und 99,95 % in Rajanganaya.
Moors
Daneben gibt es eine Minderheit von Moors oder tamilischsprachigen Muslimen. Ihr Anteil bewegt sich zwischen 0 % in Rajanganaya und 18,41 % in Kekirawa.
Sri-lankische Tamilen
Sri-lankische Tamilen sind nur eine kleine Minderheit. Sie stellen nirgends mehr als 2,5 % der Gesamtbevölkerung einer DS Division.
| Jahr                                                    | Singhalesen1 | Singhalesen1 | Sri-Lanka-Tamilen2 | Sri-Lanka-Tamilen2 | Tamilen aus Indien2 | Tamilen aus Indien2 | Moors3 | Moors3 | Burgher | Burgher | Malaien | Malaien | Andere4 | Andere4 | Gesamt  | Gesamt   |
| Jahr                                                    | Anzahl       | %            | Anzahl             | %                  | Anzahl              | %                   | Anzahl | %      | Anzahl  | %       | Anzahl  | %       | Anzahl  | %       | Anzahl  | %        |
| ------------------------------------------------------- | ------------ | ------------ | ------------------ | ------------------ | ------------------- | ------------------- | ------ | ------ | ------- | ------- | ------- | ------- | ------- | ------- | ------- | -------- |
| 1981                                                    | 535.834      | 91,14 %      | 8.026              | 1,37 %             | 719                 | 0,12 %              | 41.777 | 7,11 % | 228     | 0,04 %  | 338     | 0,06 %  | 1.007   | 0,17 %  | 587.929 | 100,00 % |
| 2001                                                    | 676.073      | 90,66 %      | 5.073              | 0,68 %             | 443                 | 0,06 %              | 61.989 | 8,31 % | 179     | 0,02 %  | 279     | 0,04 %  | 1.657   | 0,22 %  | 745.693 | 100,00 % |
| 2012                                                    | 782.808      | 90,96 %      | 4.728              | 0,55 %             | 477                 | 0,06 %              | 70.692 | 8,21 % | 246     | 0,03 %  | 161     | 0,02 %  | 1.463   | 0,17 %  | 860.575 | 100,00 % |
| Quelle: Volkszählungen in Sri Lanka 1981, 2001 und 2012 |              |              |                    |                    |                     |                     |        |        |         |         |         |         |         |         |         |          |

1 Tiefland- und Kandy-Singhalesen zusammen2 Sri-Lanka-Tamilen und indische Tamilen separat 3 nur sri-lankische Moors4 davon 2001 184 Sri Lanka Chetties und 264 Bharathas; 2012 21 Sri Lanka Chetties und 34 Bharathas 

### Bevölkerung des Distrikts nach Bekenntnissen

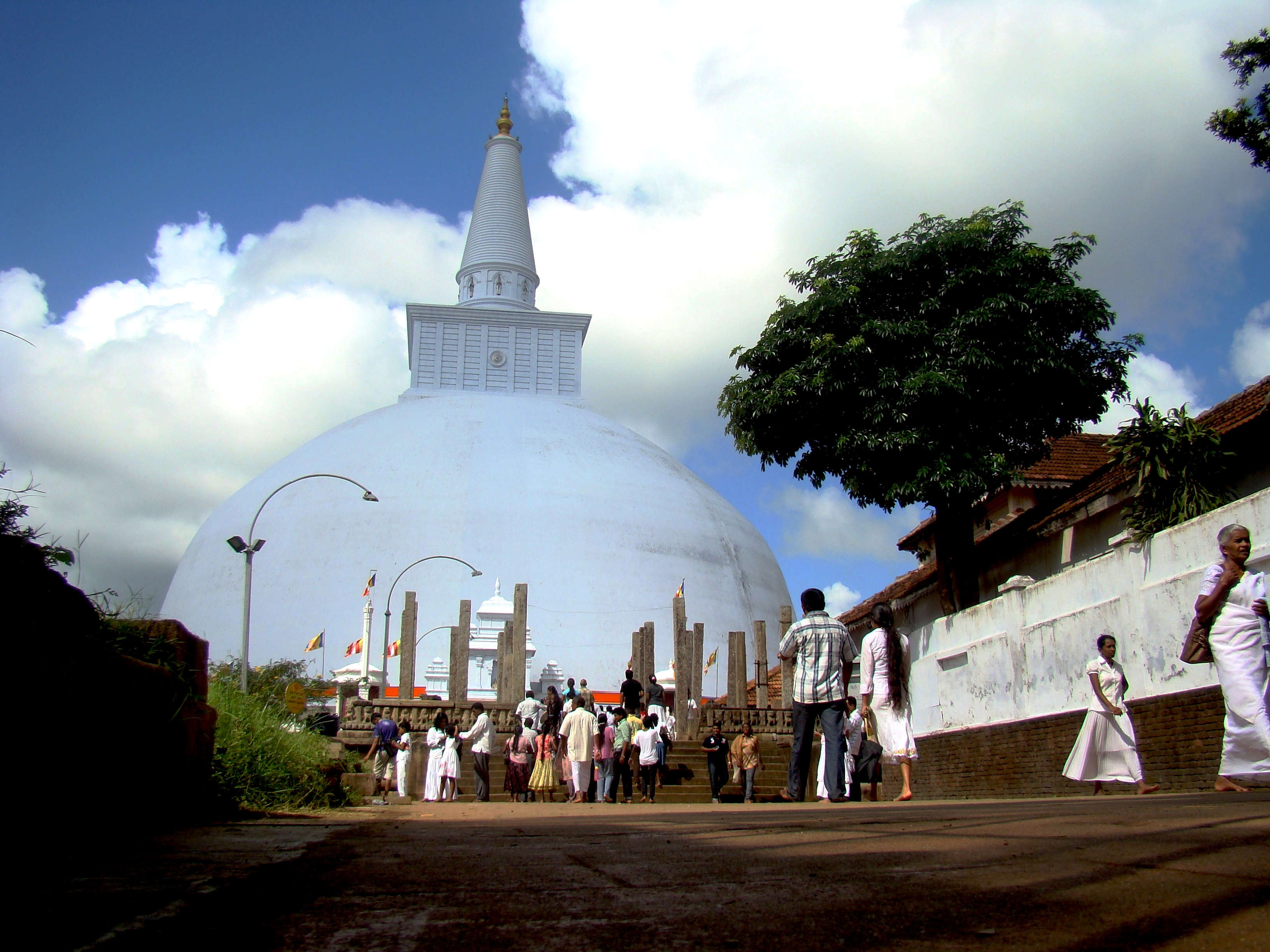
Gläubige besuchen die Ruwanwelisaya-Dagoba in Anuradhapura.

Fast alle singhalesischen Einwohner Anuradhapuras hängen dem Buddhismus an, während die Moors und Malaien sich allesamt zum Islam bekennen. Das Christentum, dem eine Minderheit der Tamilen und die Burgher angehören und der Hinduismus (Mehrheit der Tamilen) sind nur kleine Minderheitenreligionen.
| Jahr                                                    | Buddhisten | Buddhisten | Hindus | Hindus | Muslime | Muslime | Katholiken | Katholiken | andere Christen | andere Christen | Andere | Andere | Gesamt  | Gesamt   |
| Jahr                                                    | Zahl       | %          | Zahl   | %      | Zahl    | %       | Zahl       | %          | Zahl            | %               | Zahl   | %      | Zahl    | %        |
| ------------------------------------------------------- | ---------- | ---------- | ------ | ------ | ------- | ------- | ---------- | ---------- | --------------- | --------------- | ------ | ------ | ------- | -------- |
| 1981                                                    | 530.008    | 90,15 %    | 6.843  | 1,16 % | 42.999  | 7,31 %  | 6.949      | 1,18 %     | 939             | 0,16 %          | 191    | 0,03 % | 587.929 | 100,00 % |
| 2001                                                    | 670.963    | 89,98 %    | 3.459  | 0,46 % | 62.797  | 8,42 %  | 6.266      | 0,84 %     | 2.073           | 0,28 %          | 135    | 0,02 % | 745.693 | 100,00 % |
| 2012                                                    | 775.366    | 90,10 %    | 3.231  | 0,38 % | 71.493  | 8,31 %  | 6.747      | 0,78 %     | 3.660           | 0,43 %          | 78     | 0,01 % | 860.575 | 100,00 % |
| Quelle: Volkszählungen in Sri Lanka 1981, 2001 und 2012 |            |            |        |        |         |         |            |            |                 |                 |        |        |         |          |

### Bevölkerungsentwicklung
Die Bevölkerung des Distrikts wächst stark. Im Zeitraum von 2001 bis 2012 (den beiden letzten Volkszählungsjahren) betrug der Zuwachs 114.882 Menschen. Dies ist ein Wachstum von 15,41 %. Seit der Unabhängigkeit hat sich die Bevölkerung vervierfacht.

### Bedeutende Orte
Einziger großer Ort ist Anuradhapura. Dort wohnten 2012 (Volkszählung) 50.595 Personen.

## Lokalverwaltung
Der Vorsteher des Distrikts trägt den Titel District Secretary. Der Distrikt ist weiter in 22 Divisionen (unter einem Division Secretary) unterteilt. Die Städte und größeren Orte haben eine eigene Verwaltung (Gemeindeparlament oder Gemeinderat). Es gibt 694 Dorfverwaltungen (Grama Niladharis) für die 2.584 Dörfer im gesamten Distrikt.
| Name                      | Hauptort          | Einwohner 2012 | Fläche in km² | Dichte | GN  | Dörfer |
| Galenbindunuwewa          | Galenbindunuwewa  | 46.992         | 291           | 161    | 41  | 163    |
| Galnewa                   | Galnewa           | 34.756         | 138           | 252    | 30  | 86     |
| Horowpothana              | Horowpothana      | 36.990         | 845           | 44     | 38  | 276    |
| Ipalogama                 | Kunchikulama      | 38.862         | 147           | 264    | 32  | 116    |
| Kahatagasdigiliya         | Kahatagasdigiliya | 40.339         | 352           | 36     | 40  | 131    |
| Kebithigollewa            | Kebithigollewa    | 22.325         | 615           | 36     | 26  | 91     |
| Kekirawa                  | Malawa            | 59.241         | 331           | 179    | 53  | 149    |
| Maha Vilachchiya          | Paymaduwa         | 22.467         | 635           | 35     | 17  | 142    |
| Medawachchiya             | Medawachchiya     | 46.906         | 482           | 97     | 37  | 109    |
| Mihinthale                | Mihinthale        | 35.293         | 228           | 155    | 25  | 145    |
| Nachchaduwa               | Kudanelubewa      | 25.377         | 87            | 292    | 19  | 51     |
| Nochchiyagama             | Nochchiyagama     | 49.886         | 813           | 61     | 36  | 165    |
| Nuwaragam Palatha Central | Pandulagama       | 61.223         | 403           | 152    | 40  | 195    |
| Nuwaragam Palatha East    | Anuradhapura      | 69.737         | 91            | 766    | 29  | 120    |
| Padaviya                  | Bisokotowa        | 22.998         | 240           | 96     | 15  | 52     |
| Palagala                  | Palagala          | 34.002         | 225           | 151    | 35  | 103    |
| Palugaswewa               | Palugaswewa       | 15.582         | 201           | 78     | 16  | 43     |
| Rajanganaya               | Rajanganaya       | 33.543         | 101           | 332    | 21  | 37     |
| Rambewa                   | Rambewa           | 36.782         | 309           | 119    | 38  | 108    |
| Talawa                    | Ihala Talawa      | 57.793         | 234           | 247    | 39  | 131    |
| Thambuttegama             | Thambuttegama     | 42.437         | 117           | 363    | 26  | 64     |
| Thirappane                | Thirappane        | 27.044         | 294           | 92     | 41  | 107    |
| Distrikt Anuradhapura     | Anuradhapura      | 860.575        | 6.664         | 129    | 694 | 2.584  |